# خسروآباد (طبس)
خسروآباد، روستایی است از توابع بخش مرکزی شهرستان طبس استان خراسان جنوبی ایران.

## جمعیت
این روستا در دهستان گلشن قرار داشته و بر اساس سرشماری سال ۱۳۸۵ جمعیت آن ۹۱۲ نفر (۲۱۹ خانوار) بوده‌است.